# 隣保同盟
隣保同盟（りんぽどうめい、ギリシア語: Αμφικτυονία、ラテン語: Amphiktyonia、英語: Amphictyonic League）は、古代ギリシアにおいて、ある特定の神殿もしくは聖域を共同で維持管理するために近隣の都市国家（ポリス）や部族間で結ばれた同盟である。アンピクティオン同盟、アンピクティオニア、アンフィクティオニア、アンフィクチオニア、神事同盟とも呼ばれる。デルポイのアポロン神殿の隣保同盟が最もよく知られている。

## 概説
2世紀のギリシアの地理学者パウサニアスは、デルポイの隣保同盟の起源について、デウカリオンの子アンピクテュオンによって創設され、この王の名がアンピクティオニアの語源となったというものと、「隣人」を意味するアンピクティオネス（Ἀμφικτύονες）が語源となったという2つの説を紹介している。
隣保同盟にはヘレネス（ギリシア人）の諸部族が参加した。デルポイの隣保同盟の場合は、まずテルモピュレ近郊のアンテラのデメテル神殿、次いでデルポイのアポロン神殿を管理し、アポロンの聖域で行われたピューティア大祭の開催運営も行なった。
全ギリシア的規模で崇敬を集めた神殿は、その聖域内に奉納による莫大な財産を蓄えていた。そのため、聖域の権益をめぐる争いが、同盟内部において戦争に発展することもあり、それらの戦争は聖戦（神聖戦争）と呼ばれた。ピリッポス2世（紀元前382年 - 紀元前336年）はこのような同盟内部の争いに介入することにより、ギリシア本土におけるマケドニアの覇権を確立した。マケドニアは、アンティパトロスが王の代理としてデルポイに赴いた。
古代ギリシアの同盟の類型としては、ペロポネソス同盟（紀元前6世紀末に成立）やデロス同盟（紀元前478年〜477年の冬に成立）といった軍事同盟も知られる。

## 註
1. ↑  隣保同盟(リンポドウメイ)とは - コトバンク
2. 1 2  アンフィクチオニア(アンフィクチオニア)とは - コトバンク
3. ↑  パウサニアス著、飯尾都人訳『ギリシア記』、龍溪書舎、1991年、p.673.
4. ↑  第一次神聖戦争（紀元前595年 - 紀元前586年）から四次まで知られる。
5. ↑  ギリシア世界用語